# José Ramón Navarro
José Ramón Navarro Miranda (Santa Cruz de Tenerife, España, 16 de noviembre de 1959) es un magistrado y profesor español. Desde el 8 de enero de 2014 hasta el 25 de marzo de 2025 fue el presidente de la Audiencia Nacional de España. Actualmente en excedencia voluntaria de la carrera judicial.

## Biografía
Nacido en Santa Cruz de Tenerife en el año 1959. Desde 1976 a 1981 asistió a la Facultad de la Universidad Complutense de Madrid, donde se licenció en Derecho.

### Abogacía
En 1984 ingresó por concurso-oposición, con el número 1, en el Cuerpo Jurídico de la Defensa, donde ejerció profesionalmente la abogacía.

### Docente y académico
En materia docente es codirector de la Cátedra «Francisco Tomás y Valiente» de la Universidad de La Laguna. En la Escuela de Práctica Jurídica de esta universidad asimismo, es profesor de Derecho civil. A su vez, en la Universidad Nacional de Educación a Distancia (UNED), es tutor de Derecho constitucional e internacional público de la Facultad de Derecho y profesor de Administración y Legislación Ambiental de la Facultad de Ciencias Medioambientales. Desde 2016 también es profesor de Derecho Penal en el Colegio Universitario de Estudios Financieros (CUNEF).
Desde 1986 es académico de la Real Academia de Jurisprudencia y Legislación, situada en Madrid.
También es conferenciante y ponente en diversos seminarios, jornadas, cursos y conferencias de interés jurídico y es autor de numerosas publicaciones judiciales.

### Carrera judicial
El 12 de noviembre de 1991 ingresó en la carrera judicial procedente del turno de juristas de reconocida competencia, convocado por Acuerdo del Pleno del Consejo General del Poder Judicial (CGPJ), ingresando por ello a la categoría de juez.
Su primer destino fue el Juzgado de Primera Instancia e Instrucción número 1 de San Vicente del Raspeig (Alicante), entre 1992 y 1995 fue destinado al Juzgado de Primera Instancia e Instrucción nº 2 de Icod de los Vinos (Santa Cruz de Tenerife). Después pasó al Juzgado de Primera Instancia e Instrucción número 3 de La Orotava (Santa Cruz de Tenerife) hasta diciembre de 1996.
El 27 de diciembre de 1996 es promocionado a magistrado por antigüedad, pasando a ser titular del Juzgado de Primera Instancia e Instrucción n.º 1 de Manresa (Barcelona). En 1999, pasó a ser titular del Juzgado de Instrucción número 1 de la ciudad de Santa Cruz de Tenerife, plaza que ocupó hasta diciembre de 2004 con su nombramiento como presidente de la Audiencia Provincial de Santa Cruz de Tenerife. Ejerció de presidente del mencionado órgano hasta el 20 de septiembre de 2006 por dimisión, quedando este por tanto adscrito a las Secciones Civiles del mismo órgano, ello motivado por la sentencia del Tribunal Constitucional en la que se declaraba la anulabilidad de su nombramiento y para evitar una interinidad de facto en el cargo. Sin embargo, el 22 de diciembre del mismo año y el 30 de marzo de 2012 vuelve a ser nombrado presidente. Por Real Decreto del 26 de abril de 2013 es nombrado presidente del Tribunal Superior de Justicia de Canarias.
El día 8 de enero de 2014 y 2 de agosto de 2019 fue nombrado presidente de la Audiencia Nacional de España, en sucesión de Ángel Juanes, que pasó a ocupar la plaza de vicepresidente del Tribunal Supremo. Esta plaza de presidente de la Audiencia había sido ocupada en funciones por Ricardo Bodas. José Ramón Navarro, ganó la votación para elegir al presidente de la Audiencia Nacional con un apoyo de 15 de los 19 vocales que integraban el pleno del Consejo General del Poder Judicial, superando a Fernando Andreu, Ismael Moreno, Javier Martínez Lázaro, Juan Pablo González e Ignacio Espinosa.  Cesa como Presidente de la Audiencia Nacional el 25 de marzo de 2025, fecha a partir de cual pasa a ocupar el cargo Juan Manuel Fernández Martínez.
Además, tras su cese como Presidente de la Audiencia Nacional, se encuentra en situación de excedencia voluntaria por interés particular, situación de la que disfrutará por un plazo mínimo de 2 años.

## Condecoración
- Medalla al mérito de la Justicia en Canarias con Distintivo de Plata.
- Gran Cruz de la Orden del Mérito de la Guardia Civil.[17]
- Gran Cruz del Mérito Aeronáutico.[18]
- Recibió la medalla de honor que otorga la World Jurist Association en 2019.[19]